# 라 트라비아타
라 트라비아타(이탈리아어: La traviata→방황하는 여인)는 주세페 베르디가 작곡한 3막의 오페라이다. 뒤마의 소설인 《춘희》를 기초로 프란체스코 마리아 피아베가 이탈리아어 대본을 완성하였다. 1853년 3월 6일, 베네치아의 라 페니체 극장에서 초연되었다.

## 등장인물
- 주연
  - 비올레타 발레리(Violetta Valéry): 접대부 (소프라노)
  - 알프레도 제르몽(Alfredo Germont): 중산층 인물 (귀족이라는 것은 잘못된 정보, 작위가 없는 것에서 명백히 드러남) (테너)
  - 조르조 제르몽(Giorgio Germont): 알프레도의 아버지 (바리톤)

- 조역 및 기타
  - 플로라 베르부아(Flora Bervoix): 비올레타의 친구 (메조소프라노)
  - 아니나(Annina): 비올레타의 하녀 (소프라노)
  - 가스통 자작(Gastone): 알프레도의 친구(테너)
  - 두폴 남작(Barone Douphol): 비올레타의 후원자(바리톤)
  - 도비니 후작(Marchese d'Obigny): 플로라의 후원자(베이스)
  - 그랑빌 의사(Dottore Grenvil): 비올레타의 주치의(베이스)
  - 주세페(Giuseppe): 비올레타의 하인 (테너)
  - 플로라의 하인들, (베이스)
  - Commissionario, (베이스)

## 줄거리
- 장소: 프랑스 파리
- 시간: 18세기 말~19세기 초

파리 사교계의 꽃인 비올레타의 집에서 파티가 열린다. 파티에서 비올레타를 본 젊은 귀족인 알프레도는 비올레타와 사랑에 빠진다. 그러나 비올레타는 폐병을 앓고 있었고, 그동안 순간적인 향락에 젖어 살았기에, 순수한 그의 구애를 받는 것에 주저한다. 그러나 그의 끈질긴 구애로 둘은 파리 교외에서 동거를 시작한다. 그러나 생활 감각이 없던 알프레도를 대신하여, 비올레타가 생활비를 대고, 곧 자금이 바닥난다. 이를 알게 된 알프레도는 돈을 구하러 잠시 집을 비우고, 그 사이 그의 부친 제르몽이 비올레타를 찾아온다. 그는 아들의 장래를 위해 헤어져 달라고 부탁하고, 비올레타는 그의 말을 따른다. 메모만 남겨둔 채 황급히 떠나자, 그녀가 사라진 것을 알게 된 알프레도는 돈 때문에 자신을 버렸다고 생각한다. 파리의 한 화려한 파티장에서 둘은 재회하고, 알프레도는 도박으로 딴 돈을 던지며 비올레타를 모욕한다. 제르몽이 나타나 아들의 무례함을 꾸짖고, 비올레타가 떠난 것은 오해라고 밝힌다. 비올레타는 이제 병으로 회복이 불가능하다. 죽어가면서 알프레도와 다시 만나고, 이들은 지난 날의 아름다웠던 때를 그리워하지만, 비올레타는 결국 숨을 거둔다.

### 제1막
- 파리에 있는 비올레타의 싸롱

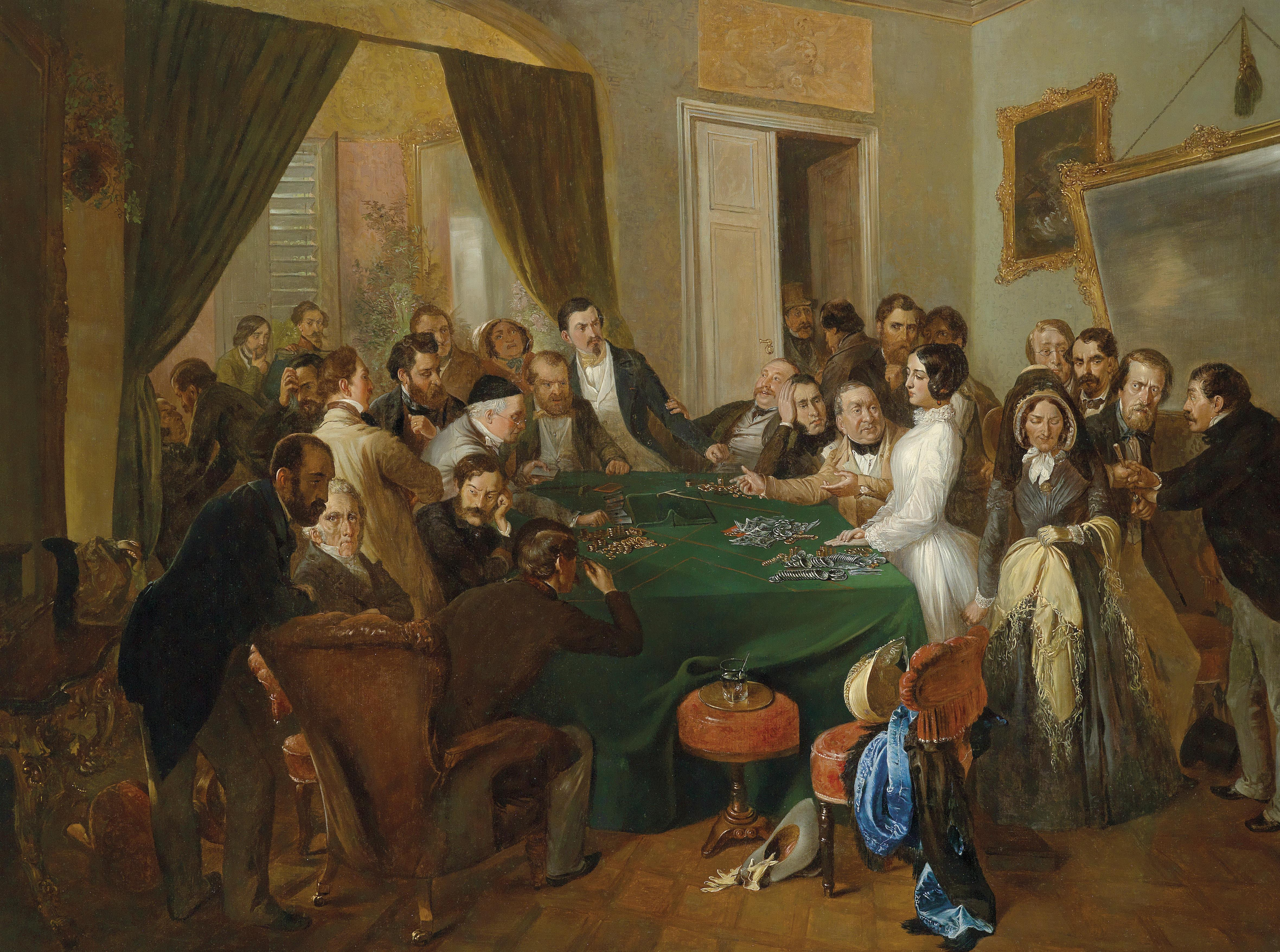
제1막의 파티 장면

막이 오르면 1830년대의 아름다운 파리의 싸롱으로 이는 비올레타의 호화로운 아파트이다. 지금 즐거운 파티가 한창이다. 이 파티석상에는 비올레타의 절친한 친구인 플로라, 열열한 추종자인 두폴남작, 그리고 주치의인 그랑빌과 알프레도라는 이제 막 파리에 상경한 시골청년 등 오페라의 중요 인물들이 다 모인다.
손님들이 여주인과 인사를 마친 후 이들은 준비되어 있는 음식과 술을 마신다. 이때 알프레도가 일어나 '축배의 노래'를 부른다. 이를 비올레타가 받아 부르고 나면 일동이 한데 어울려 합창이 된다.
그러나 이 즐거운 노래를 마칠 때쯤 비올레타가 갑자기 심한 기침을 발작적으로 하고 기진맥진한다. 일동은 모두 염려하며 건강에 주의할 것을 당부하나 비올레타는 걱정할 정도는 아니며 곧 낫는다고 하며 손님들에게 옆에 있는 방에서 춤을 추라고 권고한다. 혼자 끝까지 남아있던 알프레도는 비올레타를 진심으로 염려하고는 진정이 되자 '빛나고 행복했던 어느 날 Un di', felice, eterea'라는 노래로 그는 자기가 첫 번째 그녀를 만났던 때를 이야기하며 얼마나 그녀를 그리워하며 사랑했는가를 고백한다. 비올레타는 이 고백을 가볍게 넘겨 버릴려고 한다. 그러나 한편으로는 큰 감명을 받기도 한다.
이제까지의 그녀의 생애는 오직 환락만을 추구하는 공허한 것이었고 사랑이라는 것도 그랬다. 그러나 이제 생전 처음으로 진실한 사랑의 고백을 듣고 참 사랑의 의미를 알게 된 비올레타는 마음이 약간 움직이기 시작한다. 그녀는 자기 가슴에서 동백꽃 한 송이를 떼어주며 이 꽃이 시들 때에 찾아오라고 한다.
파티가 끝나고 손님들이 물러 갔을 때 비올레타는 혼자서 깊은 생각에 잠긴다. 그녀는 이 순진한 시골청년이 자기에게 지극히 성실한 태도로 사랑을 고백했던 일과 어느새 자기도 이에 끌린 심경을 노래한다.
'아, 그이었던가'를 부르는데 이 곡에서는 그에게 이처럼 새로운 커다란 기쁨을 안겨준 사랑의 경이와 즐거움이 잘 나타나 있다. 이어서 알프레도가 앞에서 부른 바 있는 'Di quell'amor ..'라는 노래를 되풀이한다.
이 때 갑자기 밖에서 부르는 알프레도의 노래가 비올레타의 감정을 또한번 휘저어 놓는다. 알프레도는 먼저 사랑을 고백할 때 부르던 열정적인 노래를 되풀이 한다. 마치 최면술에라도 걸린 듯 멍청히 서있던 비올레타는 이에 대항이라도 하듯이 유창한 아리아를 계속한다. 이 아리아가 끝나며 막이 내린다.

### 제2막
- 제1장 파리 교외의 시골집

그로부터 3개월후, 비올레타와 알프레도는 파리 근교의 집을 빌려 조용하게 살고 있다. 하녀 안니나로부터 비올레타가 파리에 있는 재산을 조금씩 팔고 있다는 말을 들은 알프레도는 자신을 책망하며 돈을 구하기 위해 파리로 떠난다. 그가 집을 비운 사이, 알프레도의 아버지 죠르쥬 제르몽이 찾아온다. 처음엔 비올레타가 자기 아들을 유혹한 것으로 오해하고 알프레도가 재산을 다 써가며 호화로운 생활을 하고있다고 생각했지만 사실은 비올레타가 자신의 재산을 정리하며 생활하고 있음을 알게되고,자신의 딸의 결혼을 위해 알프레도를 떠나달라고 부탁한다.화류계 여인을 사귀는 아들탓에 자신의 딸의 결혼이 어려운 처지에 놓일것을 우려해서다.이에 비올레타는 병들어 삶이 얼마 남지않은 자신의 처지에서도 희생을 결심하게 된다. 비올레타가 남긴 작별의 편지를 통해 자신이 배신당했다고 느낀 알프레도는 비올레타가 화려한 생활을 그리워하여 떠났다고 오해하며 그녀를 찾기 위해 서둘러 나선다.

### 제3막
- 파리 비올레타의 쓸쓸한 침실

떠들썩한 사육제가 열리는 날, 비올레타는 자신의 집 . 이미 모든 것이 늦어버렸음을 직감한다. 거울에는 초췌하게 변해버린 비올레타의 얼굴이 비친다. 안니나가 급하게 들어오면서 알프레도가 찾아왔음을 알린다. 기나긴 꿈이 현실이 되는 자리, 두 사람은 서로 껴안으며 파리를 떠나 다시 행복하게 살기를 약속한다. 비올레타는 그를 향한 사랑으로 살고자 하는 열망을 얻게 되고, 침대에서 나와 성당에 가려고 하지만 몇 걸음도 떼지 못하고 쓰러진다. 뒤늦게 찾아온 제르몽은 비올레타에게 용서를 구하며 둘의 사이를 인정하지만 이미 돌이킬 수 없는 상황에 애통해 한다. 비올레타는 알프레도의 손에 자신의 초상화가 그려진 목걸이를 쥐어주면서 먼 훗날 사랑하게 될 여자에게 선물로 줄 것을 부탁한다. 그리고는 그동안의 고통을 잊은 듯 사뿐히 일어난다 싶더니 다시 사랑하는 알프레도의 품에 쓰러져 숨을 거둔다.

## 음악
- 제1막 - 〈축배의 노래 Brindisi : Libiamo ne’lieti calici〉 (알프레도, 모두, 비올레타)
- 제1막 - 〈빛나고 행복했던 어느 날 Un di', felice, eterea〉 (알프레도, 비올레타)
- 제1막 - 〈아! 그대인가 Estrano!-Ah, fors’e lui〉 (비올레타)
- 제1막 - 〈언제나 자유롭게 Sempre libera〉(비올레타, 알프레도)
- 제2막 - 〈불타는 나의 마음De' miei Bollenti Spiriti〉(알프레도)
- 제2막 - 〈프로벤차 고향의 하늘과 땅을 너는 기억하니? Di Provenza il mar, il suol〉 (제르몽)
- 제3막 - 〈지난날이여 안녕 Addio del passato〉 (비올레타)
- 제3막 - 〈사랑하는 이여, 파리를 떠나서 Parigi, o cara〉 (알프레도, 비올레타)